# Grabów nad Prosną

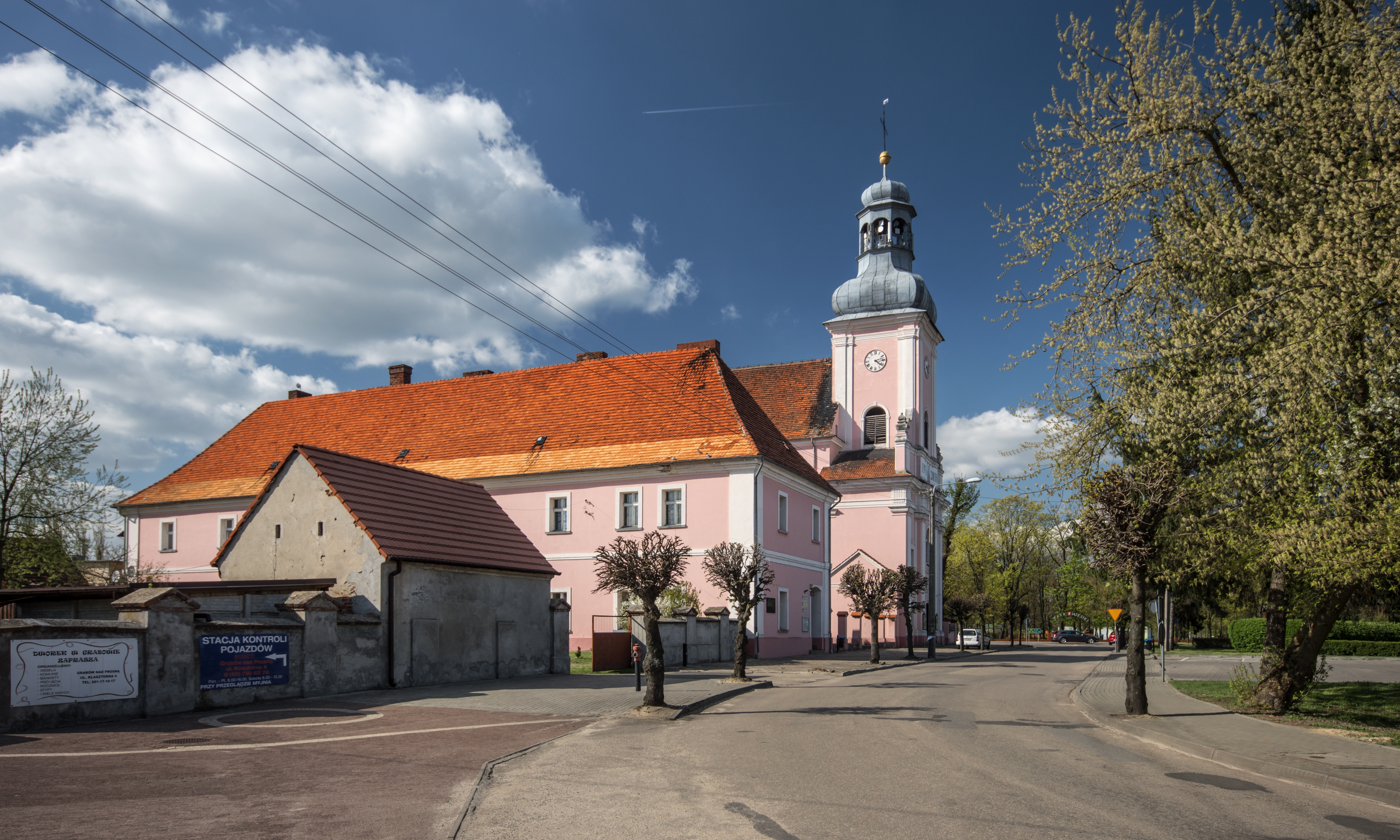
Kirche und Franziskanerkloster

Grabów nad Prosną ['grabuf nad 'prɔsnɔ̃] (deutsch Grabow, 1940–1945 Altwerder) ist eine Stadt im Powiat Ostrzeszowski der Woiwodschaft Großpolen in Polen. Sie ist Sitz der gleichnamigen Stadt-und-Land-Gemeinde mit 7777 Einwohnern (Stand 31. Dezember 2020).
Die Stadt im westlichen Teil des Landes liegt am linken, westlichen Ufer der Prosna etwa 110 km südöstlich von Posen.

## Geschichte
Im Mittelalter war Grabów Krongut. Die erste urkundliche Erwähnung des Orts tauchte im Jahr 1391 auf, als ein Ort im Herzogtum Wieluń, der vom polnischen König Władysław II. Jagiełło im Kriegszug gegen den Oppelner Herzog Wladislaus II. erobert wurde. 1396 wurde eine Befestigung (castrum) erwähnt. Das ehemalige Schloss von Grabów ist Stammsitz des polnischen Adelsgeschlechts der Zaremba.
Am 20. August 1416 verlieh König Władysław II. Jagiełło Grabów (de villa oppidum in terra et distr. Siradiensi, also im Sieradzer Land, später jedoch im Weluner Land der Woiwodschaft Sieradz) das Stadtrecht. Als königliche Domäne und Sitz einer Starostei entwickelte sich die Stadt recht beschaulich, wobei Tuchmacherei, Bierbrauerei und Handel ihre wirtschaftlichen Grundlagen bildeten. Die Pfarrei gehörte zum Bistum Breslau.
Im Zuge der Zweiten Teilung Polens wurde Grabów zunächst 1793 bis 1807 preußisch, 1807 bis 1815 wieder polnisch und ab 1815 wieder preußisch. Die Stadt wurde Grenzort zu Russland. 1868 wurde die evangelische Gemeinde aus Ostrzeszów ausgegliedert.  Am Ende des 19. Jahrhunderts zählte sie 1165 Seelen, meist Polen. 1905 gab es 1806 Einwohner, davon waren 84 % Polen, 11 % Deutsche und 6 % Juden, 82 % waren römisch-katholisch, 12 % evangelisch.
1918 kehrte Grabów zusammen mit dem übrigen Großpolen an Polen zurück. Im September 1939 wurde die Stadt beim Überfall auf Polen von der Wehrmacht besetzt. Die Besetzung dauerte bis zum Einmarsch der Roten Armee am Ende des Zweiten Weltkriegs.

## Gemeinde
Zur Stadt-und-Land-Gemeinde (gmina miejsko-wiejska) Grabów nad Prosną gehören die Stadt selbst und eine Reihe von Dörfern mit Schulzenämtern.

## Partnergemeinde
Grabów unterhält seit 2006 eine Partnerschaft mit der Gemeinde Emlichheim, gelegen an der Grenze zu den Niederlanden. Zwischen den beiden Gemeinden besteht seit 2002 ein regelmäßiger Kontakt.